# Lauren Potter
Lauren Potter (ur. 10 maja 1990) – amerykańska aktorka. Najbardziej znana z roli Becky Jackson w serialu musicalowym Glee.
W 2011 roku Barack Obama mianował ją doradcą do spraw osób z zespołem Downa.

## Filmografia
| Film      | Film                               | Film             | Film                        | Film |
| Rok       | Tytuł                              | Rola             | Notka                       |      |
| --------- | ---------------------------------- | ---------------- | --------------------------- | ---- |
| 2007      | Mr. Blue Sky                       | Młoda Andra      |                             |      |
| Telewizja |                                    |                  |                             |      |
| Rok       | Tytuł                              | Rola             | Uwagi                       |      |
| 2007      | Prawo i porządek: sekcja specjalna | Poisoned Child   |                             |      |
| 2009-2015 | Glee                               | Becky Jackson    | Regularna rola, 56 odcinków |      |
| 2012      | Leader of the Pack                 | Jenny            |                             |      |
| 2016      | Figurantka                         | Polly            |                             |      |
| 2017      | Switched at Birth                  | Nina             |                             |      |
| 2017      | Born This Way                      | Ona sama         |                             |      |
| 2018      | Drunk History                      | Ventilator Woman | Odcinek: Civil Rights       |      |